# Wilmer Ramírez
Wilmer Valodia Ramírez Flores (Caracas, 1 de junio de 1962) es un actor y humorista venezolano. 
Desde los 16 años, perteneció a los grupos de teatro como Nuevos Actores, Rajatabla, Grupo Tejas y Grupo Talia, donde se formó en la actuación. 
Ha participado en diversas telenovelas de Venevisión como Pasionaria, Adorable Mónica Mujer Prohibida y Bellisima. Inició en el mundo del humor con los programas de Venevisión, como Cheverísimo, El Show de la Comedia, Un programa de cámaras escondidas producido por Hugo Carregal llamado ¡Qué Locura!, Cásate y Verás, Fábrica de Comedias y en la exitosa producción ¡A que te ríes!. También se desempeñó como animador de El Show del Vacilón, junto a Moncho Martínez.
En la pantalla chica, debutó en la telenovela juvenil Crecer con Papá, protagonizada por Guillermo "Fantástico" González y transmitida por Venezolana de Televisión en 1987. 
En el año 1994 actúa en la película de comedia y parodia de The Terminator, Condeneitor, posteriormente en 1997, se retira temporalmente de Venevisión incursionando en la animación de un programa de concursos en Venezolana de Televisión llamado Aquí Todo Vale, el cual fue cancelado al poco tiempo debido a su rotundo fracaso. Entonces, decide al año siguiente regresar a Venevisión.

## Personajes Emblemáticos

### Bachiller Amor
El sketch trata de un hombre que busca dar consejos de amor a los hombres para ganarse el amor y la atención de las mujeres. Parece ser un catedrático en el tema, como un "don Juan" o algo similar. Da breves consejos sobre el acercamiento a las "féminas" como suele decirle pero luego lo arruina todo diciendo: Dos palabras... hay efectivo. Al hacer esto las mujeres se van al darse cuenta de que solo se acercan para ofrecerle dinero a cambio de algo. 
Luego, con otras frases célebres, como "melón y melames" termina el sketch, entre bullidos por ser un "fraude" en el arte de conquistar (realmente) a las mujeres. 
Algunas de sus frases: 

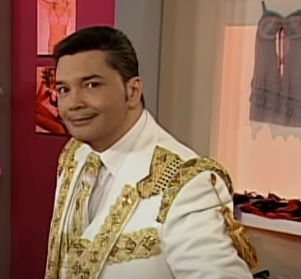
Podemos ver aquí el traje característico del personaje: un esmoquin blanco con brillantina dorada. Con esto se buscaba darle un porte importante al personaje. También era característico el bigote.

—Siempre que hablo de palabras dulces y edulcoradas debo hablar del los insignes poetas del amor, Melón y Melames, que cuyo reciente poemario agropecuario titulado: "La gallina coco-có puso uno, puso dos",  he extraído esta divinidad poética que versa así: Melón y Melames a la granja a cosechar fueron un día, Melón cosechó las naranjas, Melames la mazorca.
—Ya que hablo de palabras finas y edulcoradas, por supuesto que tengo que remitirme a los insignes poetas del bati-amor, ¡los insignes y reputados poetas de ciudad gótica: Melón y Melames! De su más reciente poemario, que se agotó en las librearías de ciudad gótica, de ahí, extraemos esta divinidad que versa así: Melón y Melames a la bati-cueva fueron un día, Melón probó el bati-movil, Melames el bati-tubo.
Como se ve, la mayoría de los chistes versados están muy ligados al doble sentido y al humor cultural del venezolano.

### Así Era Papá
Con frecuencia trata del personaje de un hombre en una cafetería que escucha la conversación de las otras personas (a veces como un comensal más o como un mesero). La mayoría de las personas hablan de temas relacionadas con la homosexualidad, a lo que él siempre responde a favor con un aire gay diciendo: "así era papá". 
Sketch:
Par de chicas en una mesa hablando...
—No puede ser...
—Y tan buen mozo que es ese tipo.

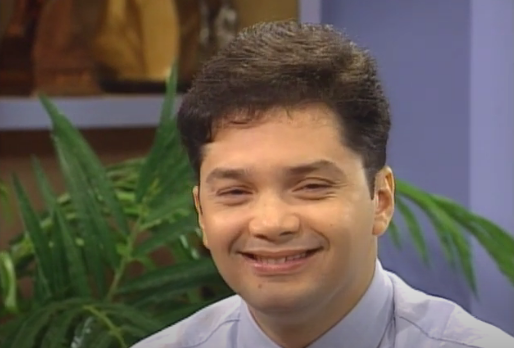
Actuando en "Así era Papá". Su personalidad en los papeles a veces se ve afianzada en una actitud homosexual, papeles que eran muy del agrado de la audiencia por su madera de hablar y comportarse.

(El personaje de Wilmer pasa por detrás de ellas y se detiene a escuchar).
—Y no es nada, sino que estábamos en plena fiesta, tú sabes, la fiesta perfecta, y yo le dije a él: Mira mi amor, vámonos para el balcón. Entonces él me dijo: ¿Por qué?, y yo le dije: porque en el balcón te lo voy a dar todo. ¿Y tú sabes lo que me dijo?
—¿Qué?
—Que a él no le gustaba eso de "todo".
—Ayyy papá.
—Noo, y entonces yo le dije: Mira mi amor, ¿tú cómo que eres del "otro lado"?, ¿y sabes lo que me dijo?

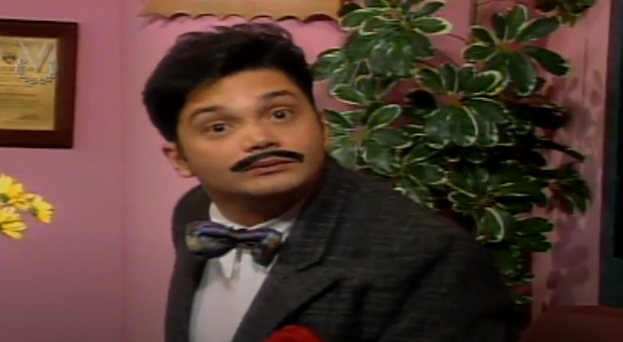
Wilmer Ramírez en su papel de catedrático en "Ayudemos al Idioma".

—¿Qué?
—¿Qué comes que adivinas?
(El personaje de Wilmer sonríe).
—Así era papá. (Y se va).

### Ayudemos al Idioma
De nuevo con un personaje catedrático donde vemos a Wilmer cambiar palabras del diccionario coloquial venezolano por palabras "cuchis". El personaje tiene un aire francés por el movimiento de sus manos, por la terminología de sus frases y por el acento que emplea. Las características del vestuario son elegantes y con un bigote alargado estilo inglés.
Dentro de las palabras que cambiaba estaban:
—Tripa: Apachuqui. 
—Saperoco: Bubú.
—Amuñuñao': Isibi. 
—Majarete: Biribi. 
—Cajón: Inchili.

### Tachuela
Parecido al sketch de "así era papá", este es más de oír y responder a lo último. Le hacen comparaciones con amigos, familia y allegados donde ellos se ven "fuertes, esbeltos, papeados" y Wilmer se ve "delicado, frágil, débil", a lo que él responde icónicamente: entre clavo y clavo, tachuela. Dando a entender que entre toda esa gente, siempre puede salir uno "volteado" o "afeminado".

### Tú Horóscopo
Mayormente era una parodia a Hermes Ramírez, un interpretador del horóscopo en la televisión venezolana. Todo el sketch era una imitación del mismo, dando consejos sobre lo que debía hacer cada signo del zodiaco. Los más nombrados eran el Virgo (usado para chistes de doble sentido) y Aries junto con Capricornio.

## Otras Participaciones
Luego de haber trabajado muchos años en varios personajes reconocidos, realizó otros no tan llamativos pero de igual recepción televisiva. Entre estos están los sketches de: Ustedes me Ofuscan, El Vallenatero (aparición eventual), Yo Hablo Claro, Los Pineros, Cásate y Verás, Él es Lindo, Nuestra Rareza Latina (imitación de Osmel Sousa), entre otros. 

## Familia
Actualmente está casado y tiene 7 hijos, el mayor tiene 40 años y se llama Manuel Alejandro Ramírez.

### Telenovelas
- 1989 Adorable Mónica
- 1990 Pasionaria (telenovela)
- 1991 La Mujer Prohibida
- 1991 Bellisima (telenovela)
- 1999 Lucía (telenovela de 1999)
- 2005 Jesús Y Las Habichuelas ahí haría su debut protagónica
- 2009 Mérida (telenovela de 2009)
- 2019 Juansito Papucho haría su segundo protagónico
- 2023 María (telenovela de 2023)

## Actuaciones Especiales en series tales como
- 2005-act Un Amor en vecindario personaje don fernino actuación desde la temporada 14 vive en el departamento de los lopez muñoz y el es el hermano de don salvador

## Parodias enXHGC Fabrica de Comedias
1990
- La Matanza (parodia)
- Foloria
- Anabil
- Gardonia

1991
- Ines Duarte Charcutera
- Pasiumera
- De Lajeres
- Mame Querida

1992
- El Botellon
- Mundo de Fiuras
- Bellosoma

1996
- Dulce Dalina